# Tranvia della Valcuvia
La tranvia della Valcuvia, in esercizio dal 1914 al 1949, era una linea tranviaria interurbana a trazione elettrica che collegava Cittiglio a Bosco Valtravaglia, percorrendo la Valcuvia.

## Storia

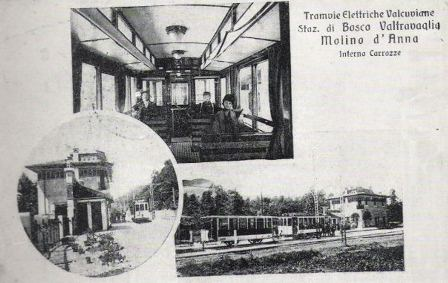
Cartolina raffigurante il tram della Valcuvia

Un primo progetto per la costruzione di una tranvia lungo la Valcuvia, con trazione a vapore e a scartamento ordinario, risale al 1886: il 31 ottobre di tale anno si costituì infatti un comitato promosso dall'ingegner Enrico Peregrini e Giovanni Maggi allo scopo di promuovere tale collegamento lungo il tracciato non servito dalla ferrovia Novara-Pino, realizzata seguendo l'itinerario del lungolago.
Nel 1904 il Peregrini ripropose il progetto, che appariva favorito dalla costruzione della ferrovia Varese-Luino, inaugurata l'anno successivo; nel 1907 si costituì dunque la Società Anonima Tramvie Valcuviane (SATV) da lui presieduta, che provvedette ad affidare la realizzazione del progetto di massima; lo stesso prevedeva tre differenti opzioni di percorso. La società, con sede a Cuvio, aveva un capitale sociale di 800.000 Lire.
Scomparso il Peregrini, sostituito nella sua attività dal nipote Giovanni, nel 1913 la SATV ottenne la concessione per costruire ed esercire una tranvia a vapore attraverso la Valcuvia, permettendo di collegare la valle alle due ferrovie che la lambivano agli estremi.
Inaugurata ufficialmente il 14 giugno 1914, la linea fu attivata il giorno dopo. L'impianto collegava Cittiglio, posta sulla linea Varese-Laveno delle FNM, alla località Molino d'Anna (frazione di Bosco Valtravaglia), posta sulla linea Varese–Luino della Società Varesina per Imprese Elettriche (SVIE), con un servizio basato su due coppie giornaliere.
Nel 1917 la SATV decise di elettrificare la linea e cederne l'esercizio alla SVIE, dato l'identico scartamento (1.100 mm).
Nel 1940 la SVIE cedette l'intera rete ferro-tranviaria alla Società Varesina Imprese Trasporti (SVIT), controllata della Società Elettrica Bresciana, azienda del gruppo Edison.
Dopo la seconda guerra mondiale, a fronte della necessità di rinnovare gli impianti e il materiale rotabile, la linea fu chiusa il 30 novembre 1949 e sostituita da un autoservizio: ancora oggi la linea extraurbana N15 gestita da Autolinee Varesine per conto del CTPI segue una significativa parte del tracciato tranviario, snodandosi lungo la valle da Cittiglio a Luino.

## Caratteristiche
|  | Unknown route-map component "CONTgq" | Transverse track | Unknown route-map component "STR+r" |  |

|  |  | Unknown route-map component "uexKBHFa" | Station on track |  |

|  |  | Unused straight waterway | One way leftward | Unknown route-map component "CONTfq" |

| Unknown route-map component "uexHST" |

| Unknown route-map component "uexHST" |

| Unknown route-map component "uexBHF" |

| Unknown route-map component "uexHST" |

| Unknown route-map component "uexBHF" |

| Unknown route-map component "uexBHF" |

| Unknown route-map component "uexHST" |

| Unknown route-map component "uexHST" |

| Unknown route-map component "uexHST" |

| Unknown route-map component "uexHST" |

| Unknown route-map component "uexWBRÜCKE1" |

| Unknown route-map component "exCONTgq" | Unknown route-map component "exSTR+r" | Unused straight waterway |  |  |

|  | Unknown route-map component "exmABZg+l" | Unknown route-map component "uexSTRr" |  |  |

|  | Unknown route-map component "exBHF" |

|  | Unknown route-map component "exSTRl" | Unknown route-map component "exCONTfq" |  |  |

Lunga complessivamente 13,7 km, la tranvia della Valcuvia era armata con un binario all'inusuale scartamento di 1.100 mm, il medesimo utilizzato lungo la ferrovia della Valganna.
L'alimentazione della linea aerea avveniva alla tensione continua di 600 V in corrente continua.

### Percorso

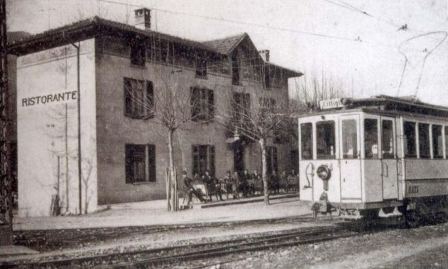
Molino d'Anna, stazione ferrotranviaria SVIE con in primo piano un tram per Cittiglio

La linea aveva inizio di fronte alla stazione ferroviaria di Cittiglio, quindi, dopo aver percorso la strada comunale della stazione, imboccava la strada statale 394 del Verbano Orientale, che percorreva sul lato destro.
Nell'ordine erano servite le località di Brenta e Casalzuigno, la frazione Canonica di Cuvio, Cuveglio, il caseificio Lucchini e Malpensata.
Al chilometro 13+400 la tranvia imboccava un tratto in sede propria, varcava il torrente Margorabbia e confluiva a Bosco Valtravaglia nella ferrovia della Valganna nella stazione di Molino d'Anna.
Alcuni dei caratteristici casotti di attesa delle fermate e i principali fabbricati viaggiatori di stazione sono sopravvissuti alla chiusura dell'impianto e riconvertiti ad altri scopi.

## Galleria d'immagini

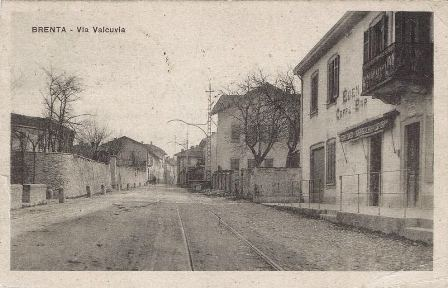
Brenta
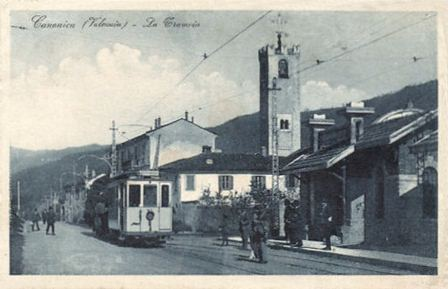
Canonica di Cuvio
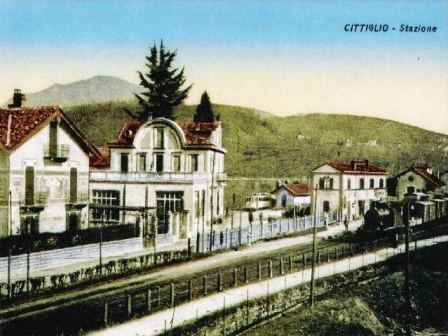
Cittiglio, Stazione
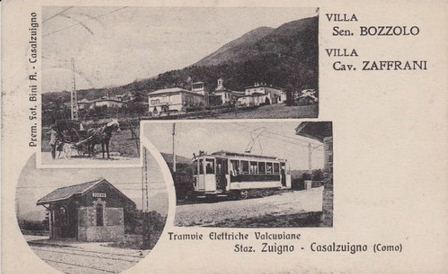
Cartolina con la stazione di Zuigno
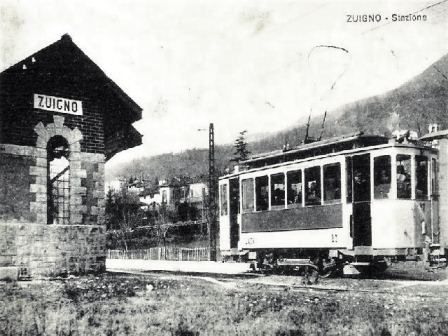
Zuigno